# Justicia abeggii
Justicia abeggii är en akantusväxtart som beskrevs av Ignatz Urban och Ekman. Justicia abeggii ingår i släktet Justicia och familjen akantusväxter. Inga underarter finns listade i Catalogue of Life.